# Sitalcina chalona
Sitalcina chalona es una especie de arácnido del género Sitalcina, familia Phalangodidae. Fue descrita científicamente por Briggs en 1968.
Habita en América del Norte.